# Juan Villalobos
Juan Gerardo Villalobos de la Espada (Colón, Panamá, 25 de septiembre de 2000) es un futbolista panameño que juega como extremo derecho. Su equipo actual es el Monagas Sport Club de la Primera División de Venezuela.

## Trayectoria

### CD Árabe Unido
Se formó en las categorías inferiores del CD Árabe Unido y debutó con el club en la Primera División de Panamá el 7 de diciembre de 2020 en la victoria 2 a 1 contra el CD Universitario en el Estadio Armando Dely Valdés siendo titular saliendo al minuto 46. disputó 1 partido del Torneo Clausura 2020, 14 partidos y anotó 2 goles en el Torneo Apertura 2021, 4 partidos en el Torneo Apertura 2022, 17 partidos y anotó 2 goles en el Torneo Clausura 2022 y 13 partidos y anotó 1 gol en el Torneo Apertura 2023.

### Santos de Guápiles
El 30 de mayo de 2023 fue anunciado fue cesión al Santos de Guápiles. Debutó con el club en la Liga Promerica el 27 de julio de 2023 en la derrota 0 a 1 contra el LD Alajuelense en el Estadio Ebal Rodríguez en donde fue suplente y entró al minuto 83 por Emanuel Carvajal. en el Campeonato Apertura 2023 jugó 17 partidos y anotó 2 goles.

## Clubes
| Club                          | País       | Año            |
| ----------------------------- | ---------- | -------------- |
| CD Árabe Unido                | Panamá     | 2019 - 2023    |
| Santos de Guápiles (préstamo) | Costa Rica | 2023 - 2024    |
| Santos de Guápiles            | Costa Rica | 2025           |
| Monagas Sport Club            | Venezuela  | 2025- Presente |